# Villa Lugano

Lage von Villa Lugano in Buenos Aires

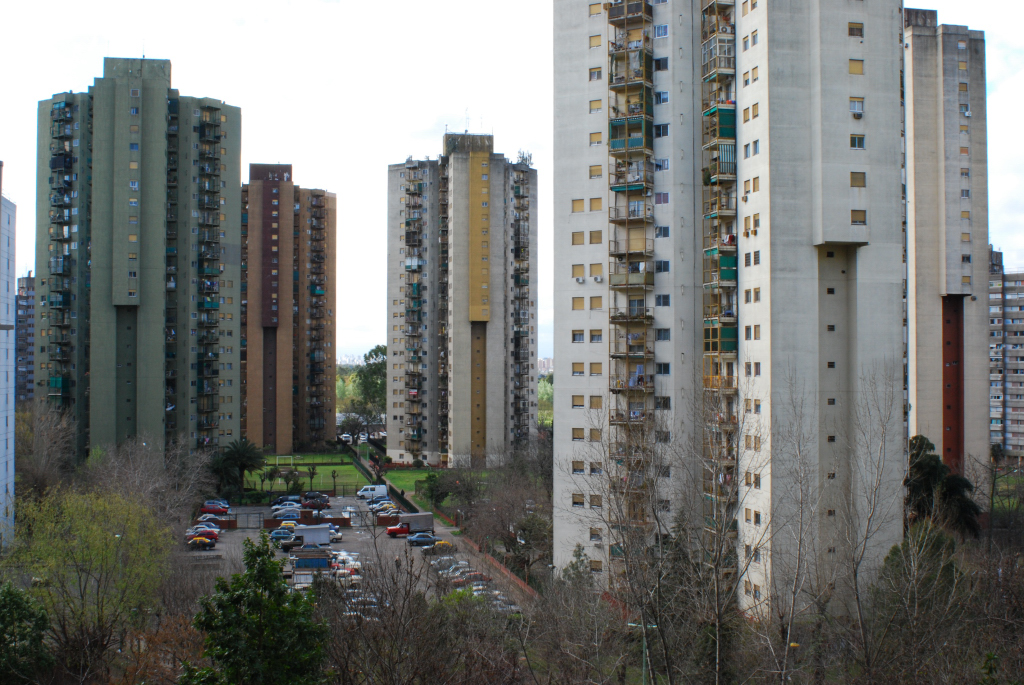
Ansicht von Villa Lugano

Villa Lugano ist ein Stadtteil im Süden der argentinischen Hauptstadt Buenos Aires. Er gehört zu den größeren Stadtteilen mit etwa 114.000 Einwohnern (Stand von 2001) auf einer Fläche von 9,2 km². Die Bevölkerungsdichte liegt mit knapp 12.400 Einwohnern pro km² etwas unter dem Durchschnitt von Buenos Aires mit ca. 13.500 Bewohnern/km². Die Bevölkerung des Stadtteils stieg zwischen 1991 und 2001 um 13 Prozentpunkte. Zusammen mit Villa Soldati und Villa Riachuelo bildet der Stadtteil den Verwaltungsbezirk C8.
Villa Lugano wird begrenzt durch die Straßen Avenida Eva Perón, Av. General Paz, Calle José Barros Pazos, Av. Lisandro de la Torre, Av. Coronel Roca und Calle Escalada.

## Geschichte und Beschreibung
Der schweizerische Immigrant José Ferdinando Francisco Soldati (* 30. Mai 1864 in Neggio, Tessin, Schweiz) kaufte eine Farm in der Nähe der heutigen Kreuzung Calle Murguiondo und Avenida Riestra. Er teilte das Grundstück und gründete am 18. Oktober 1908 den Ort, dem er in Erinnerung an seine alte Heimat den Namen Lugano gab. Der Ort entwickelte sich nur allmählich: 1912 lebten dort erst ca. 40 Familien.
In den Jahren 1975 bis 1980 wurde im Rahmen des Wohnungsbauprogramms Plan Alborada das Viertel Luis Piedrabuena errichtet. Es besteht vornehmlich aus Hochhäusern, etwas niedrigeren Wohnblocks und Einfamilienhäusern.
In Villa Lugano befinden sich auch fünf Villa Miserias, damit gehört der Stadtteil zusammen mit Villa Soldati zu jenen mit den meisten Elendssiedlungen der Hauptstadt.
Am 18. Oktober 1909 wurde der Bahnhof Villa Lugano eröffnet, am 23. März 1910 der „Campo de Aviación de Lugano“, der erste Flughafen des Landes. In der Nähe des Flughafens baute der Franzose Paul Castaibert die ersten argentinischen Flugzeuge. In Villa Lugano befindet sich heute auch ein Teil der „Universidad Tecnológica Nacional“.
Zu den Sehenswürdigkeiten des Viertels gehört der „Parque Indoamericano“. Er ist ca. 130 Hektar groß und hat mehr als 4.000 unterschiedliche Baumarten vorzuweisen.
Zu den bekannteren Einwohnern des Viertels gehör(t)en:
- Antonio Roma, Spieler bei Boca Juniors
- Ricardo Lorenzo, Gründer des CA Lugano
- Jorge und Osvaldo Rinaldi, Fußballspieler
- José Libertella, Musiker und Komponist

## Öffentlicher Verkehr
Villa Lugano ist unter anderem mit der gleichnamigen Bahnstation der Bahnstrecke Belgrano Sur und der Premetro mit der Innenstadt verbunden.

## Persönlichkeiten
- Marcelo Cañete (* 1984), argentinisch-paraguayischer Fußballspieler
- Dalila Ippólito (* 2002), Fußballspielerin